# Кировский планетарий
Ки́ровский планета́рий — планетарий в городе Кирове. Расположен в Юго-Западном районе Кирова в здании действующей средней общеобразовательной школы № 27.

## Лекции
В планетарии проводятся лекции для детей старше 5 лет, на которых рассказываются основы астрономии. Также проводятся лекции по тематикам, не связанным с астрономией (например, жизнь и исчезновение динозавров, животный мир, древние цивилизации и т. д.).

## Аппаратура
Аппарат планетария изготовлен немецкой фирмой «Carl Zeiss». Помимо него имеется также проектор и несколько телескопов, которые используются во время различных астрономических событий (солнечные затмения, наблюдения метеорных потоков и т. д.), доступ к ним может получить любой интересующийся посетитель.

## История
В ноябре 1959 года исполком Кировского совета депутатов постановил принять предложение об организации планетария в здании Никольской надвратной церкви (ул. Горбачева, д. 1). 20 декабря 1960 года в планетарии была прочитана первая лекция. В январе 1969 года планетарий переехал по адресу ул. Свободы, 54д в здание церкви Иоанна Предтечи. В июле 1993 года планетарий переехал в школу № 27 города Кирова.

## Адрес
- г. Киров, ул. Космонавта Волкова, д. 6.